# قاسم بی‌لی (آق‌سو)
قاسم بی‌لی (به لاتین: Qasımbeyli) یک منطقه مسکونی در جمهوری آذربایجان است که در شهرستان آق‌سو واقع شده‌است.